# سيرجي فورونوف
سيرجي فورونوف هو لاعب كرة قدم روسي في مركز الهجوم، ولد في 10 نوفمبر 1988. لعب مع توم تومسك.

## وصلات خارجية
- سيرجي فورونوف على موقع قاعدة بيانات كرة القدم.إي يو (الإنجليزية)
- سيرجي فورونوف على موقع Soccerway.com (الإنجليزية)